# Gan Hashlosha
 (janvier 2018).
Si vous disposez d'ouvrages ou d'articles de référence ou si vous connaissez des sites web de qualité traitant du thème abordé ici, merci de compléter l'article en donnant les références utiles à sa vérifiabilité et en les liant à la section « Notes et références ».

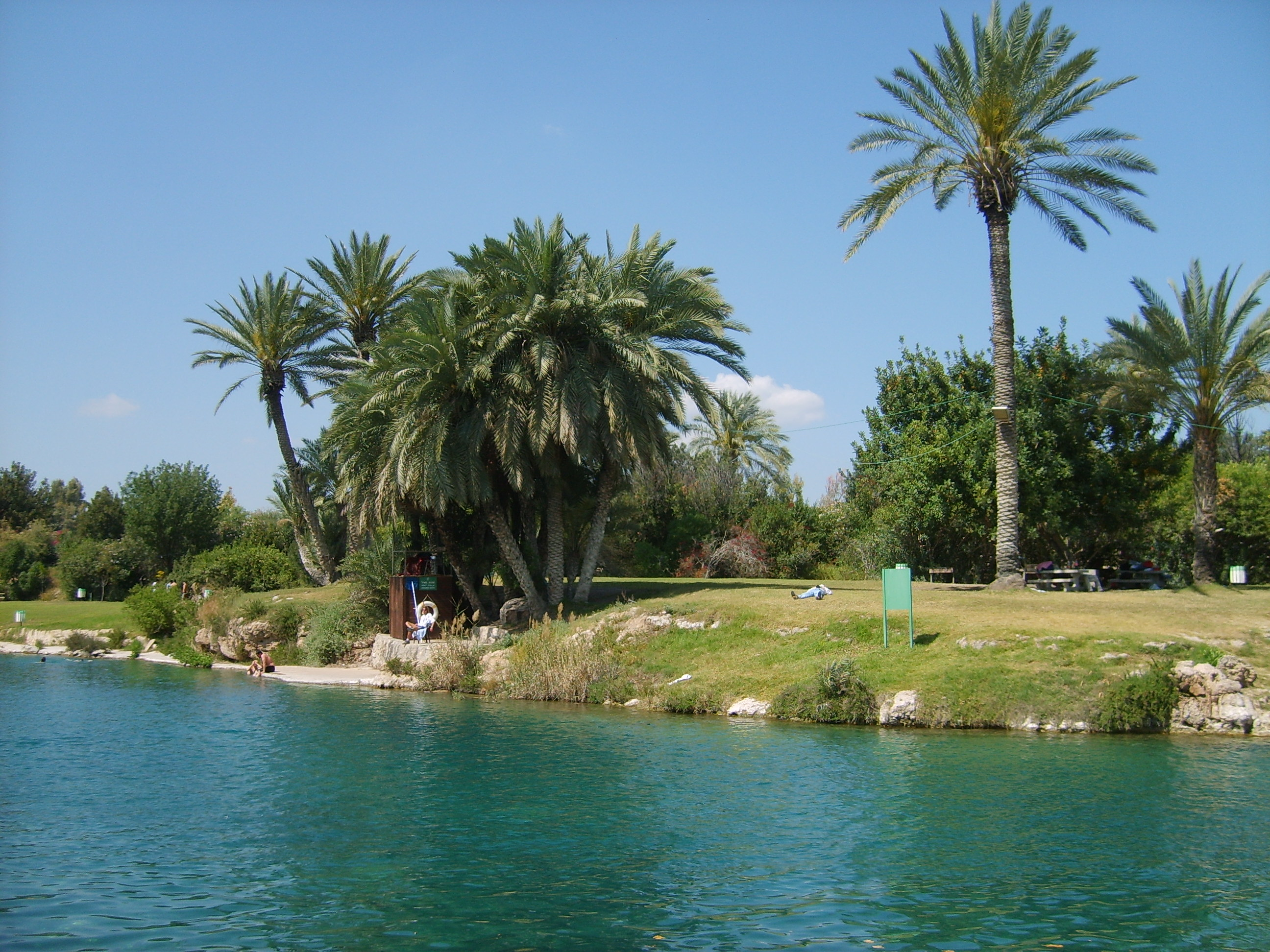

Gan Hashlosha (גן השלושה) est un parc national verdoyant, abritant de nombreux bassins d'eau naturelle, et situé entre les kibboutzim Nir-David et Beït-Alfa. Il est aujourd'hui sous la gestion des parcs naturels d'Israël.
Au pied du mont Guilboa, les bassins du lieu sont alimentés par quatre sources :
- La source Shokek, la plus importante ;
- La source Homa, venant du Nord-Est ;
- La source Migdal ;
- La source Amal, venant du Nord, et dont le taux de salinité est supérieur à celui des autres.

Son débit, dans les années 1940 s'élevait à 23 millions de mètres-cubes par an. Avec l'exploitation actuelle de l'eau, son débit va en décroissant depuis les années 1970.
Les bassins, aménagés pour la baignade, sont reliés par trois rangées de cascades et la moyenne des températures de l'eau est de 28 degrés ; d'où l'appellation arabe du lieu « Sahné » (« chaud »). Les bassins sont bordés de 25 sortes différentes de plantes, et principalement le cératophylle.
Le cadre est enchanteur, palmiers, cyprès, figuiers et grenadiers. L’endroit est très populaire et convient à tous. On peut nager à volonté : L’eau est propre, pure, de belle couleur et poissonneuse.
On est sur la faille syroafricaine, l’activité volcanique fait que la teneur de l'eau en minéraux est importante, 1100 milligrammes par litre, ce explique que l’eau soit à 28 degrés.  
C’est un lieu de passage et de halte des oiseaux migrateurs. Dans le Parc, un ancien moulin à eau, un musée, bel exemple de l’architecture israélienne des années 60, avec quelques belles pièces notamment étrusques. 
Entre Nir-David et Gan Hashlosha se dressent deux monts artificiels (« Tel ») où ont été découvertes quatre couches de vestiges archéologiques datées d'entre le Xe siècle av. J.-C. et la fin de la Période Israélite (VIIIe siècle av. J.-C.). Dans l'enceinte du parc, on peut remarquer un barrage de l'époque romaine, surmonté de ce qui aurait pu servir de nymphée. Touchant au barrage, un antique moulin à farine, restauré, est encore en activité.